# 安陽公主 (後梁)
安陽公主（9世纪？—906年），后梁公主，是中国五代十国后梁第一代皇帝太祖朱温的長女。
朱氏嫁给罗廷规（魏博节度使罗绍威之长子）。唐朝天祐三年（906年），安阳公主去世。朱温趁为女儿发丧之机，应罗绍威的要求派军到魏州杀尽魏博的牙兵，魏博从此衰弱。罗绍威悔道：“合六州四十三县铁，不能为此错（銼刀）也！”后来朱温又将女儿金华公主嫁给罗廷规。后梁建立后，开平二年（908年）八月，朱温追封长女为安阳公主。